# Donja Bela Reka
Donja Bela Reka (Kyrillisch: Доња Бела Река) ist ein Dorf in der Opština Bor und im Okrug Bor im Osten Serbiens.
Das Dorf liegt etwa fünf Kilometer östlich von Bor auf etwa 300 m Höhe am Zusammenfluss der Bäche Surdup und Ravna sowie westlich des Bergrückens Bukova glav.
Der Name Donja Bela Reka bedeutet „Unterer Weißer Fluss“.

## Einwohner
Die Volkszählung 2002 (Eigennennung) ergab, dass 823 Menschen im Dorf leben.
Weitere Volkszählungen:
- 1948: 1.308
- 1953: 1.318
- 1961: 1.356
- 1971: 1.267
- 1981: 1.157
- 1991: 1.049